# それいけ!!ココロジー
『それいけ!!ココロジー』は、1991年4月20日から1992年3月21日まで日本テレビ系列局で放送されていたバラエティ番組。IVSテレビ制作と読売テレビの共同製作。放送時間は毎週土曜 22:00 - 22:54 (JST) 。
番組タイトルロゴなどから、『それいけ×ココロジー』と表記されることがある。

## 概要
心理学をテーマにした番組で、出演者に対し心理テストや夢判断を行い、深層心理を分析するのが主な内容。心理テストの監修は齋藤勇が行っていた。解説時に、カール・グスタフ・ユングやジークムント・フロイト等の理論が紹介された。
レギュラー放送は1年で終了したが、この番組は心理テストブームのきっかけとなり、「ココロジー」という新語も生み出すなど心理学を身近な存在に押し上げた。一方で、あまりにも理論を単純化したために「俗流心理学」を助長したという批判もある。
また、派生的に青春出版社から何冊かの心理テストの本が発行され、シリーズ累計で400万部以上、『それいけ×ココロジー レベル（1）』は2017年1月時点で178万部を発行するベストセラーとなり、セガからアーケード版心理テストゲームが2機リリースされた。
一度だけビートたけしが他番組の収録の合間に、スタジオに遊びに来て少しだけ番組に出演した事がある。後に所ジョージとこの番組スタッフで他局ではあるが『たけし・所のドラキュラが狙ってる』を製作する事になる。
番組終了後の1996年1月、関西地区（読売テレビ視聴地区）で深夜枠にて「1回だけの復活祭」を放送。また、1996年の春から4回にわたって、半年に1度全国放送でスペシャル番組が放送された。

## 出演者
- 司会：所ジョージ
- アシスタント：山口美江
- 泉谷しげる
- かとうれいこ
- 美輪明宏
- ナレーター：銀河万丈

## スタッフ
- 構成：伊藤輝夫、平松邦宏、ダンカン、長田聖一郎、越智真人　ほか
- 監修：渋谷昌三
- 技術：吉田勝美
- カメラ：秋庭秀行
- 照明：星野仁志
- 音声：石塚良夫
- 美術：永本允
- 音楽効果：古川直樹（サウンドプロ企画　現 タルス）
- 編集：井口進
- TK：池田佳寿子
- 技術協力：八峯テレビ
- 美術協力：フジアール
- 大道具：ちとせ舞台美術
- ディレクター：長嶺望、小野恭裕、山地孝英
- 演出：駒木純一、加藤雅之
- プロデューサー：山本和夫（読売テレビ）、岩城昇
- 制作：池田智（読売テレビ）、望月政道（IVSテレビ）
- 制作著作：読売テレビ、IVSテレビ制作

## 書籍
タイトルに「それいけ×ココロジー」を冠する書籍。青春出版社から刊行。

### 新書判ハードカバー
- それいけ×ココロジー レベル（1）真実のココロ

ISBN 978-4-413-07001-0 / ISBN 4-413-07001-1、1991年12月15日初版
- それいけ×ココロジー レベル（2）真実のココロ

ISBN 978-4-413-07005-8 / ISBN 4-413-07005-4、1992年3月20日初版
- それいけ×ココロジー レベル（3）夢の中の真実

ISBN 978-4-413-07008-9 / ISBN 4-413-07008-9、1992年7月15日初版
- それいけ×ココロジー〈SPECIAL GOLD版〉（1）真実のココロ

ISBN 978-4-413-07044-7 / ISBN 4-413-07044-5、1997年3月5日初版
- それいけ×ココロジー〈SPECIAL GOLD版〉（2）真実のココロ

ISBN 978-4-413-07046-1 / ISBN 4-413-07046-1、1997年9月20日初版
- それいけ×ココロジー〈SPECIAL GOLD版〉（3）真実のココロ

ISBN 978-4-413-07048-5 / ISBN 4-413-07048-8、1998年3月10日初版
- それいけ×ココロジー〈SPECIAL GOLD版〉（4）真実のココロ

ISBN 978-4-413-07055-3 / ISBN 4-413-07055-0、1998年9月24日初版
- それいけ×ココロジー EXTRA版 ウソをついてたのは誰?

ISBN 978-4-413-07070-6 / ISBN 4-413-07070-4、1999年12月25日初版
- それいけ×ココロジー EXTRA 2 ウソをついてたのは誰?

ISBN 978-4-413-07076-8 / ISBN 4-413-07076-3、2000年7月20日初版

### 文庫判
- それいけ×ココロジー ステップ1 真実のココロ

ISBN 978-4-413-09036-0 / ISBN 4-413-09036-5、1995年1月20日初版
- それいけ×ココロジー ステップ2 真実のココロ

ISBN 978-4-413-09037-7 / ISBN 4-413-09037-3、1995年1月20日初版
- それいけ×ココロジー ステップ3 真実のココロ

ISBN 978-4-413-09038-4 / ISBN 4-413-09038-1、1995年3月15日初版
- それいけ×ココロジー ステップ4 夢の中の真実

ISBN 978-4-413-09039-1 / ISBN 4-413-09039-X、1995年3月15日初版
- それいけ×ココロジー SPECIAL GOLD版（1） 真実のココロ

ISBN 978-4-413-09099-5 / ISBN 4-413-09099-3、1998年11月20日初版
- それいけ×ココロジー SPECIAL GOLD版（2） 真実のココロ

ISBN 978-4-413-09100-8 / ISBN 4-413-09100-0、1998年11月20日初版
- それいけ×ココロジー＜DELUX version＞ 真実のココロ

ISBN 978-4-413-09117-6 / ISBN 4-413-09117-5、1999年9月20日初版
- それいけ×ココロジー SPECIAL GOLD版（3）真実のココロ

ISBN 978-4-413-09162-6 / ISBN 4-413-09162-0、2000年10月20日初版
- それいけ×ココロジー EXTRA版 ウソをついてたのは誰?

ISBN 978-4-413-09224-1 / ISBN 4-413-09224-4、2002年1月20日初版
- それいけ×ココロジー EXTRA（2）

ISBN 978-4-413-09258-6 / ISBN 4-413-09258-9、2003年1月20日初版

### 四六判ソフトカバー
- それいけ×ココロジー＜ティーンズ!＞

ISBN 978-4-413-03223-0 / ISBN 4-413-03223-3、2000年10月15日初版